# 安妮特·诺伊曼
安妮特·诺伊曼（德語：Annett Neumann，1970年1月31日—），德国女子自行车运动员。她曾代表德国参加1992年和1996年夏季奥林匹克运动会自行车比赛，其中1992年奥运会获得一枚银牌。